# إدغار غوت
إدغار غوت (بالإنجليزية: Edgar Gott)‏ هو شخصية أعمال أمريكي، ولد في 2 مايو 1887 في ديترويت في الولايات المتحدة، وتوفي في 17 يوليو 1947 في سان دييغو في الولايات المتحدة.